# Maria Lucyna Zaremba
Maria Lucyna Zaremba (ur. 25 września 1942 w Białymstoku, zm. 22 kwietnia 2022) – polska mikrobiolog, prof. dr hab.

## Życiorys
W 1966 ukończyła studia medyczne w Akademii Medycznej w Białymstoku. Obroniła pracę doktorską, następnie uzyskała stopień doktora habilitowanego. 5 października 1981 nadano jej tytuł profesora w zakresie nauk medycznych.
Została zatrudniona na stanowisku profesora zwyczajnego i kierownika w Zakładzie Mikrobiologii na Wydziale Lekarskim z Oddziałem Stomatologii i Oddziałem Nauczania w Języku Angielskim Uniwersytetu Medycznego w Białymstoku.
Była wiceprezesem oraz członkiem honorowym Polskiego Towarzystwa Mikrobiologów, a także członkiem Komitetu Mikrobiologii na II Wydziale - Nauk Biologicznych Polskiej Akademii Nauk.
Zmarła 22 kwietnia 2022. Pochowana na Cmentarzu Farnym w Białymstoku

## Odznaczenia
- Krzyż Kawalerski Orderu Odrodzenia Polski (2005)[5]